# Don McDermott
Donald Joseph McDermott (New York-Bronx, 1929. december 7. – 2020. november 1.) olimpiai ezüstérmes amerikai gyorskorcsolyázó.

## Pályafutása
1952 és 1960 között három olimpián vett részt. 1952-ben az Oslóban rendezett téli olimpián 500 méteren ezüstérmet szerzett. Az 1960-as olimpián Squaw Valleyben az amerikai csapat zászlóvivője volt.

## Sikerei, díjai
- Olimpiai játékok
  - ezüstérmes: 1952 – Oslo, 500 m